# Park Ludowy w Bydgoszczy

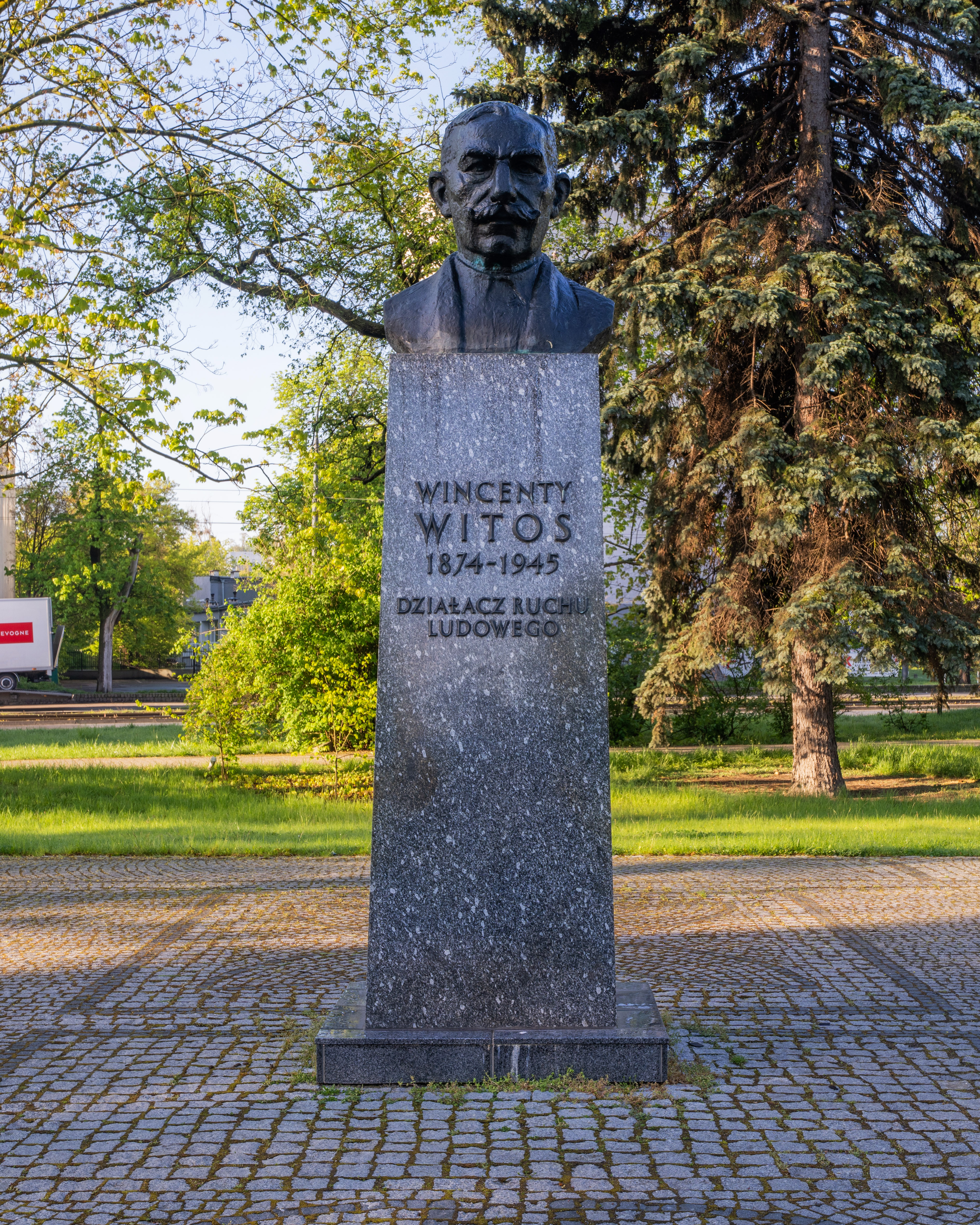
Popiersie patrona parku Wincentego Witosa

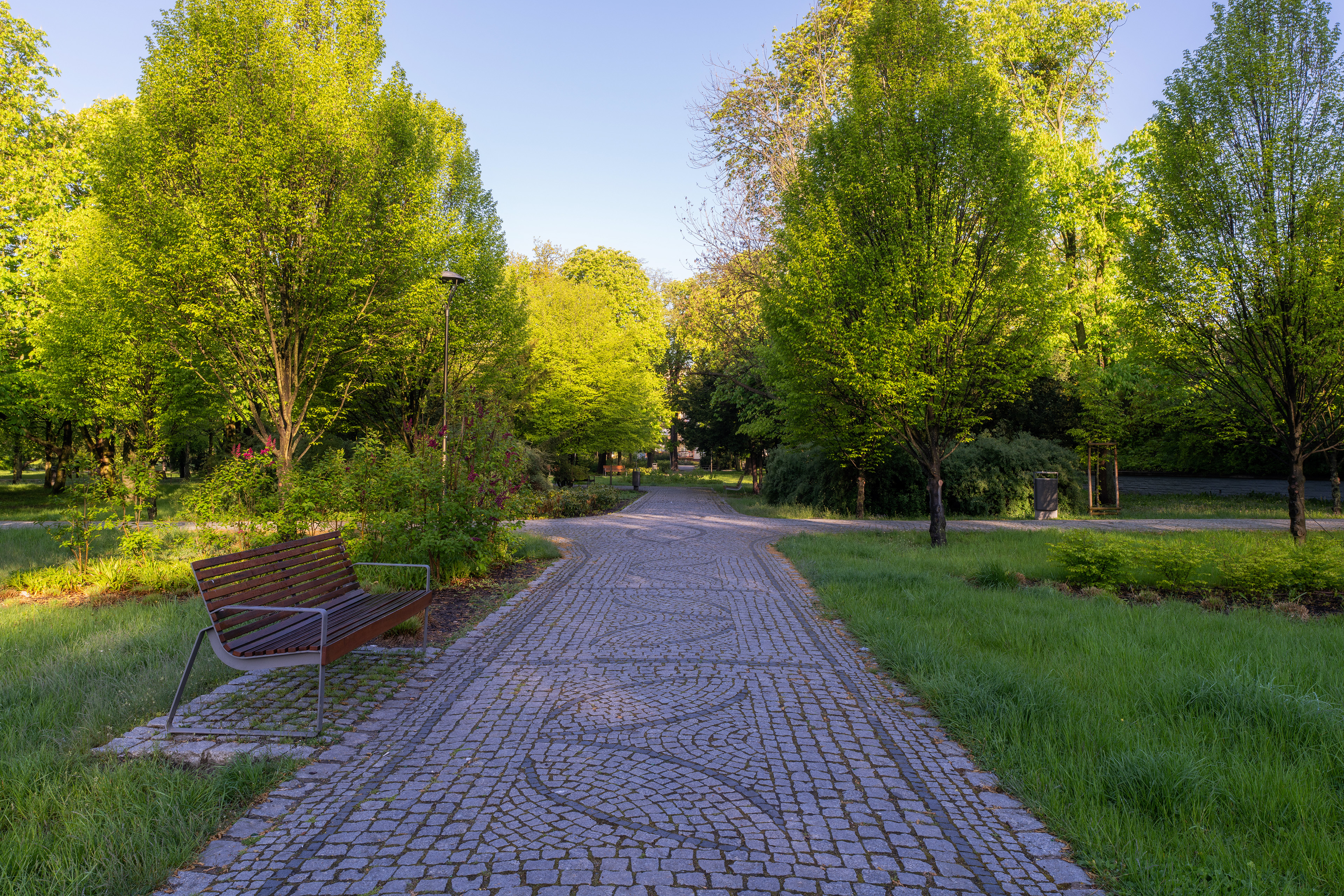
Alejka parkowa

Park Ludowy im. Wincentego Witosa – park miejski w Bydgoszczy o powierzchni 6,42 hektarów. Jego patronem jest Wincenty Witos – polski polityk, działacz ruchu ludowego, trzykrotny premier.

## Lokalizacja
Park jest położony w Śródmieściu Bydgoszczy, między ulicami: Jagiellońską, Piotrowskiego i Markwarta. Teren zajmowany przez park ma wymiary: 250 × 275 m i leży na zapleczu Pałacu Młodzieży i Bazyliki Mniejszej św. Wincentego à Paulo.

## Historia
Park Ludowy został założony na miejscu cmentarza Ewangelickiej Gminy Zjednoczonej. Cmentarz pochodził z roku 1778 i był najstarszym i największym na terenie miasta.
Teren pod cmentarz zakupiony od majątku Grodztwo, poszerzany w okresie późniejszym, zajmował powierzchnię ok. 6,5 ha. W 1838 roku na jego terenie wybudowany został dom mieszkalny dla zarządcy, w którym wydzielono osobne pomieszczenie na kostnicę. W 1884 roku zbudowana została kaplica cmentarna, a w 1898 r. masywny, murowany parkan, który przetrwał do czasu likwidacji cmentarza.
Kute bramy wjazdowe wykonano od ulicy Jagiellońskiej (dwie) i ul. Markwarta (również dwie).
Od bram prowadziły drogi o szerokości 8 m, wysadzane lipą wąskolistną, które biegły równolegle do siebie i prowadziły przed kaplicę – umieszczoną na środku cmentarza. Tam znajdował się duży plac, od którego rozchodziły drogi, dzieląc cmentarz na kwatery. Wokół placu rosły dęby, kasztanowce, a przy kwaterach: buk zwyczajny o formie zwisłej, dąb omszony, dąb bezszypułkowy, dąb czerwony, grochodrzew, brzoza, lipa szerokolistna. Droga okólna wzdłuż granic cmentarza była wysadzona świerkiem pospolitym, świerkiem kłującym i świerkiem białym, a w pobliżu domu zarządcy-ogrodnika rosło 10 drzew katalpy zwyczajnej. W 1938 r. na terenie cmentarza rosło 66 gatunków drzew i krzewów, a miejsce spoczynku znalazło w nim wielu zasłużonych dla miasta osób, głównie narodowości niemieckiej.
W 1927 roku polskie władze wystąpiły z inicjatywą likwidacji cmentarza, argumentując to znacznym zmniejszeniem liczby ewangelików w mieście, chęcią przebudowy okolicznych ulic oraz względami sanitarnymi. Odpowiednia decyzja likwidacyjna magistratu została jednak zaskarżona do Najwyższego Trybunału Administracyjnego, który orzeczeniem z 1934 r. uchylił postanowienie władz miejskich.
Po wyzwoleniu Bydgoszczy spod okupacji hitlerowskiej w 1945 roku stary cmentarz został zamknięty, a dla ewangelików przeznaczono kwatery na cmentarzu ewangelicko-augsburskim przy ul. Zaświat. Likwidację cmentarza przeprowadzono w latach 1951-1952. Ostatnia ekshumacja pozostałości kostnych na cmentarz przy ul. Zaświat odbyła się w 1956 r. W czasie likwidacji cmentarza zniszczono wiele nagrobków, rzeźb, płaskorzeźb i katakumb, m.in. grobowiec rodzinny i miejsce spoczynku Teodora Gottlieba von Hippel (1775-1843) – niemieckiego działacza społeczno-narodowego, a także grobowiec rodziny fabrykantów Carla i Wilhelma Blumwe, przy którym znajdowała się kopia rzeźby Chrystusa Zbawiciela Bertela Thorvaldsena z Kopenhagi. Rzeźbę tą przeniesiono na skwer przed kościołem ewangelicko-augsburskim Zbawiciela i jest ona do dzisiaj jednym z najokazalszych pomników sakralnych w Bydgoszczy.
Po likwidacji cmentarza urządzono na jego miejscu park miejski, który nazwano Parkiem Ludowym, a nieoficjalnie Parkiem Sztywnych. Jego ozdobą stał się stary drzewostan pozostały po nekropolii. W 1956 roku zbudowano muszlę koncertową wraz z zapleczem dla występujących zespołów, następnie trzy bloki mieszkalne na zachodnim obrzeżu parku, a po stronie wschodniej pawilon, w którym swą siedzibę ma Automobilklub Bydgoski oraz kawiarnia „Parkowa”. W 1974 r. na południowym obrzeżu parku wybudowano Pałac Młodzieży.
3 czerwca 1984 r. z inicjatywy Zjednoczonego Stronnictwa Ludowego parkowi nadano patrona Wincentego Witosa. Odsłonięto wówczas popiersie działacza autorstwa art. rzeźb. Witolda Marciniaka, ufundowany przez ludowców województwa bydgoskiego. Między pomnikiem, a muszlą koncertową wybudowano również okrągły basen z tryskającą w okresie letnim fontanną (rozebraną w marcu 2021).
W 2007 r. odnowiono alejki parkowe, wyremontowano muszlę koncertową oraz dokonano konserwacji zieleni parkowej. 24 kwietnia 2007 r. w południowo-wschodnim narożniku parku odsłonięto czarny, granitowy obelisk upamiętniający istnienie cmentarza z napisem:
"Pamięci spoczywających na byłym cmentarzu ewangelickim.
Miasto Bydgoszcz
Parafia Ewangelicko-Augsburska w Bydgoszczy
Bydgoszcz 2007"
W lipcu 2009 w pobliżu parku powstał największy wówczas mural w kraju, będący efektem tygodniowej pracy dziewięciu młodych artystów z Bydgoszczy, Olsztyna i Łodzi i przedstawiający Piotrusia Pana pod drzewem, na którym umieszczono domki i postaci z bajek. Dziesięciopiętrowy obraz znalazł się potem w największym na świecie albumie 'Mural Art', nazywanym biblią światowego muralu.
W 2017 podjęta została decyzja o rewitalizacji parku, połączonej z umieszczeniem w nim urządzeń retencyjnych kanalizacji deszczowej oraz urządzeniem łąki kwiatowej. W 2018 wraz z rozpoczęciem działań rewitalizacyjnych usunięto z parku ponad 60 drzew, mających zagrażać bezpieczeństwu, w złym stanie sanitarnym, suchych, z zachwianą statyką, uszkodzonymi konarami. Były to głównie klony zwyczajne, robinie akacjowe, wiązy szypułkowe oraz kasztanowce, które uległy zniszczeniu podczas wichur w 2017 r.. Prace rewitalizacyjne rozpoczęto 21 marca 2018. Wkrótce po ich rozpoczęciu okazało się, że pod powierzchnią ziemi, na głębokości nawet 90 cm,  nadal spoczywają szczątki pogrzebanych zmarłych, niepoddanych ekshumacji (szacowana liczba pochówków: 80.000), w związku z czym podjęta została decyzja o rezygnacji z wyposażenia parku w elementy o charakterze rekreacyjnym (m.in. sceny muzycznej, placu zabaw z huśtawkami i zjeżdżalniami, istniejącej tu wcześniej górki saneczkowej, siłowni zewnętrznej) oraz z instalacji zbiorników retencyjnych. O docelowym kształcie parku (którego nazwa może ulec zmianie na „Park Pamięci”, „Park Pojednania” lub „Park Pamięci i Pojednania”) ma zadecydować konkurs urbanistyczno-architektoniczny, w którym mają zostać uwzględnione dostępne materiały archiwalne oraz wyniki badań archeologicznych dotyczące lokalizacji, głębokości zalegania pochówków oraz umiejscowienia i konstrukcji architektury funeralnej. Ponadto przeniesiono pomnik dotychczasowego patrona.
W 2019 odtworzono istniejący tu wcześniej plac zabaw, pozbawiony jednak znacznej części planowanych wcześniej elementów. Pierwszy etap rewitalizacji parku, obejmujący obszar 4,1 ha (bez kortów tenisowych i centralnej części parku) i kosztujący 8,2 mln zł zakończono w końcu października 2019. Wśród nowych elementów wyposażenia parku pojawił się fotoplastykon.

## Charakterystyka
Park Ludowy jest wyposażony w sieć ścieżek z ławkami, posiada korty tenisowe, place zabaw dla dzieci i amfiteatr.

### Muszla koncertowa
Pośrodku parku znajdował się amfiteatr z zadaszoną estradą wybudowany w 1956 r., o pojemności 5 tys. osób. Budowla ta zastąpiła wzniesiony w 1946 r. amfiteatr w parku Kazimierza Wielkiego, który był miejscem imprez i koncertów organizowanych z okazji obchodów 600-lecia lokacji miasta Bydgoszczy.
Amfiteatr był miejscem, w którym zaczynała się ekspansja jazzu i muzyki młodzieżowej, określanej wtedy mianem „mocnego uderzenia”. Oprócz występów zagranicznych zespołów nowej fali cyklicznie koncertowały tu orkiestry dęte (koncerty promenadowe), młodzieżowe zespoły pieśni i tańca i grupy folklorystyczne. Dawał tu swoje przedstawienia plenerowe dla dzieci Teatr Polski, występowały „Czarne Berety”, odbywały się imprezy quizowe i rekreacyjne, a także miejskie festyny. To tu w 1977 zainicjowane zostały Bydgoskie Impresje Muzyczne.
W latach 80. zainteresowanie muszlą koncertową zmalało, gdyż główną areną plenerową został amfiteatr „Zawiszy”. Nastał okres, gdy w parku występowali jedynie amatorzy. W  połowie lat 90. miejskie władze dokonały generalnego remontu muszli koncertowej i oddały ją w użytkowanie Miejskiemu Ośrodkowi Kultury. Odtąd w obiekcie odbywały się masowe imprezy kulturalne: koncerty, festyny, konkursy i pikniki. Do większych festiwali tu się odbywających należały m.in. imprezy w ramach Muzycznego Ogrodu, Bydgoskich Impresji Muzycznych i  Ogólnopolskiego Przeglądu Artystycznego Ruchu Seniorów „Ars”.
Od 2002 r. we wrześniu każdego roku w parku odbywał się Muszla Fest – festiwal promujący miejscowe zespoły muzyczne, łączący różne gatunki muzyki, przeniesiony następnie do Myślęcinka.
Wykonana w grudniu 2016 ekspertyza wykazała zły stan techniczny muszli koncertowej (pękniecie i przesunięcie fundamentów, uszkodzenie konstrukcji nośnych) spowodowany pęcznieniem i wysychaniem zalegających pod obiektem warstw iłów. Ewentualne prace rewitalizacyjne pochłonęłyby 3-4 mln zł, w związku z czym podjęto decyzję o jej likwidacji, która nastąpiła w grudniu 2017. Rozpatrywana była lokalizacja w jej miejscu palmiarni z kameralną sceną muzyczną.

### Walory przyrodnicze
Park jest zadrzewiony głównie przez rodzime gatunki drzew: klony, lipy, graby i dęby. Do najciekawszych należą: grab pospolity odmiana stożkowata, katalpa zwyczajna, glediczja trójcierniowa. Wzdłuż alei posadzono m.in. klon zwyczajny, kasztanowiec zwyczajny, sosnę czarną, świerk kłujący, topolę włoską. W parku Ludowym im. Wincentego Witosa i jego najbliższym otoczeniu znajduje się łącznie pięć okazów pomników przyrody.
Pomniki przyrody w parku Ludowym i jego najbliższym otoczeniu:
| Nr | Typ                | Lokalizacja                                  | Sztuk | Uwagi                                                             |
| 1. | Kasztanowiec biały | w zachodniej części parku                    | 1     | obwód w pierśnicy: 540 cm, najokazalszy kasztanowiec w Bydgoszczy |
| 2. | Dąb szypułkowy     | w zachodniej części parku                    | 2     | obwody w pierśnicy 266 cm i 308 cm, "Jakub" i "Ryszard"           |
| 3. | Katalpa zwyczajna  | ul. Jagiellońska 27, przed Pałacem Młodzieży | 1     | obwód w pierśnicy: 196 cm                                         |
| 4. | Magnolia pośrednia | ul. Markwarta 9                              | 1     | rośnie w przydomowym ogrodzie                                     |

## Galeria

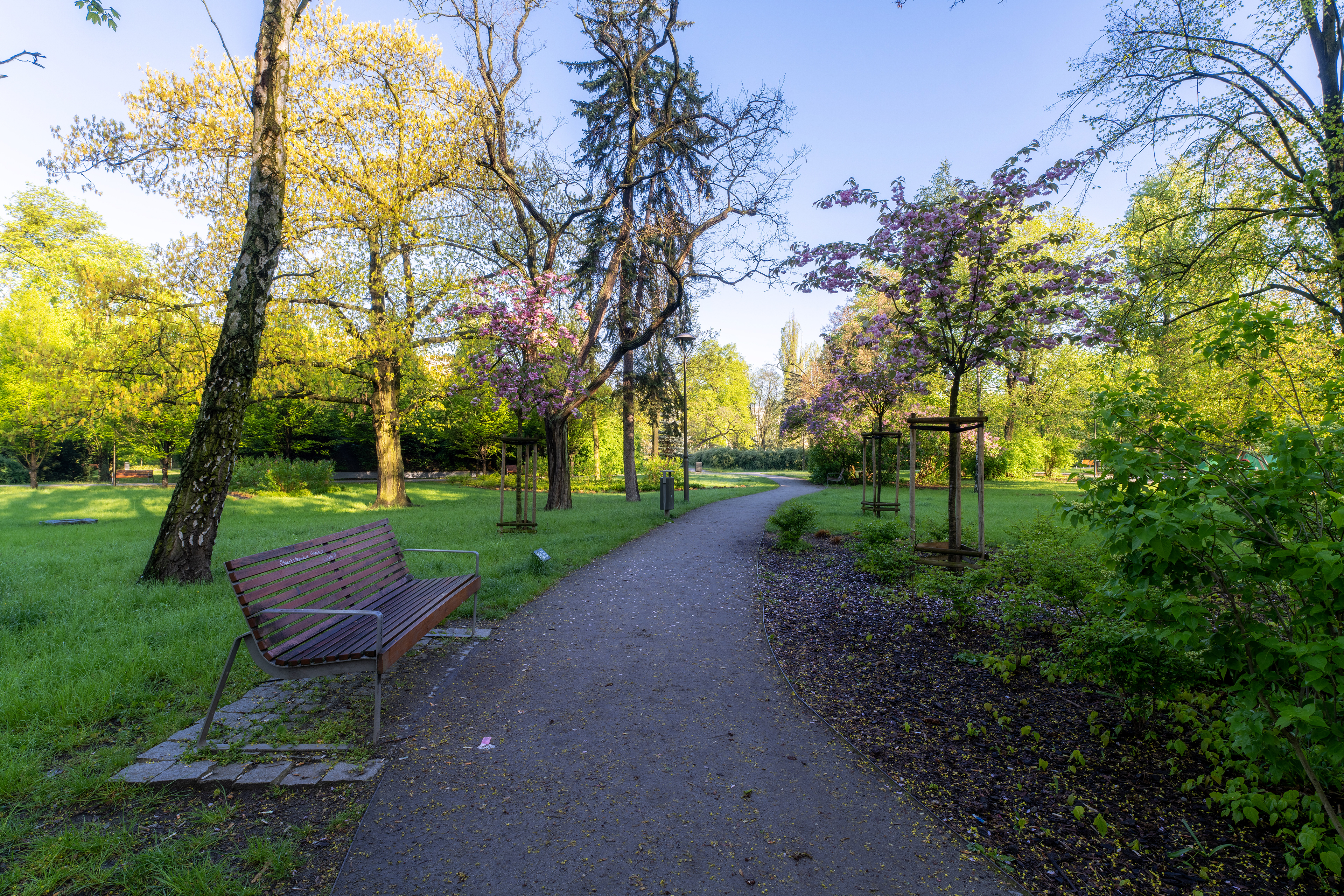
Alejka w centrum parku
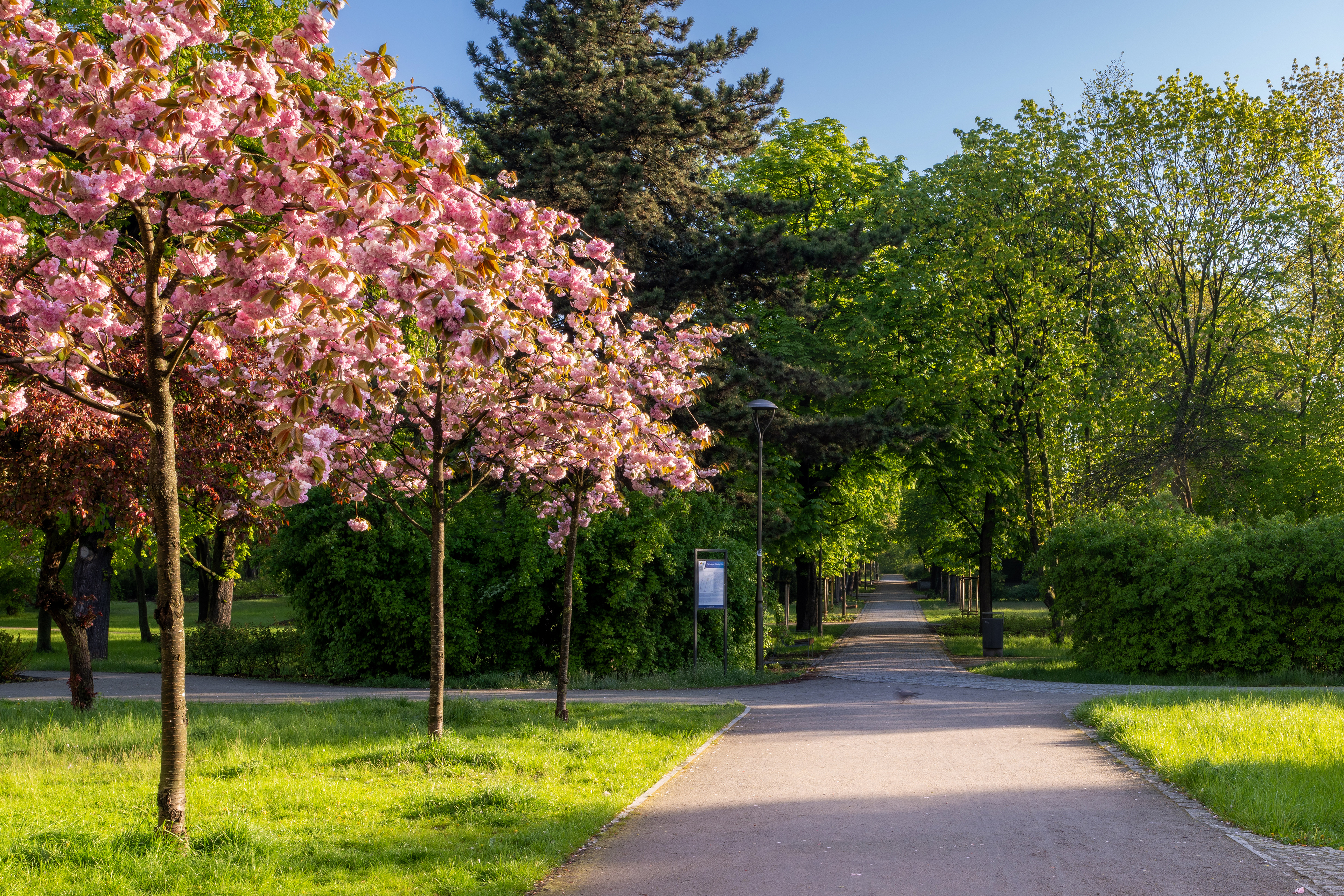
Alejka przy Pałacu Młodzieży
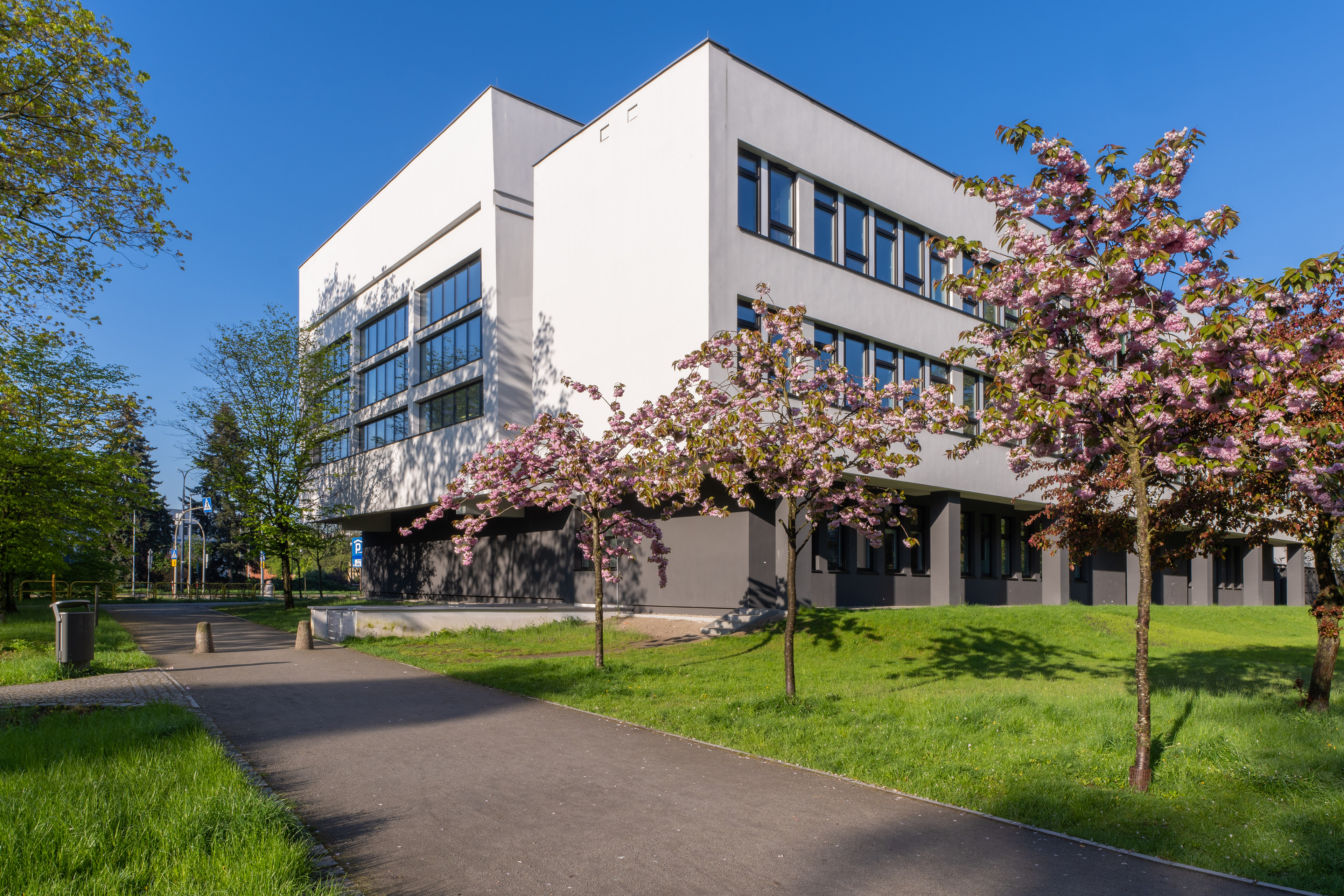
Pałac Młodzieży
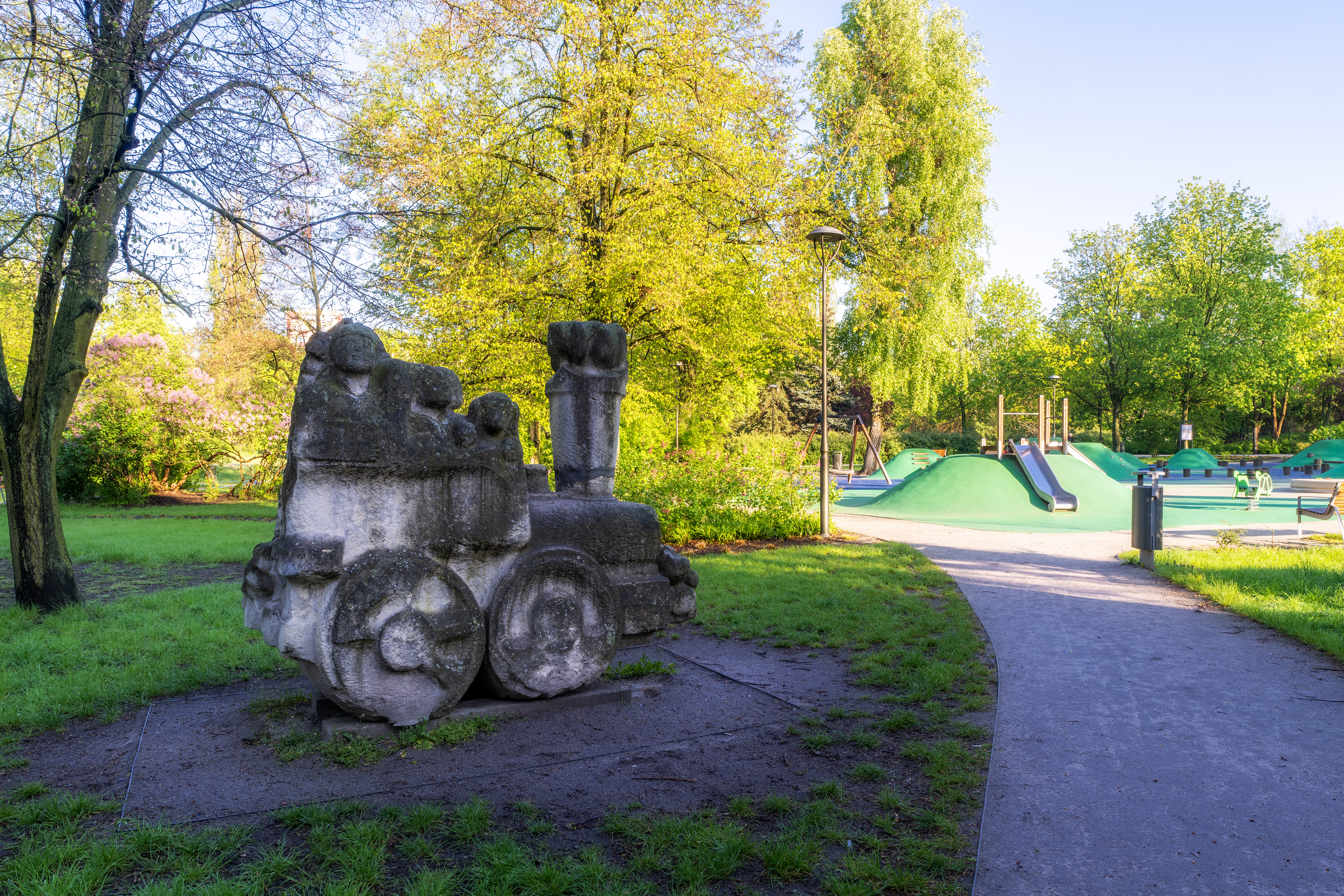
Rzeźba
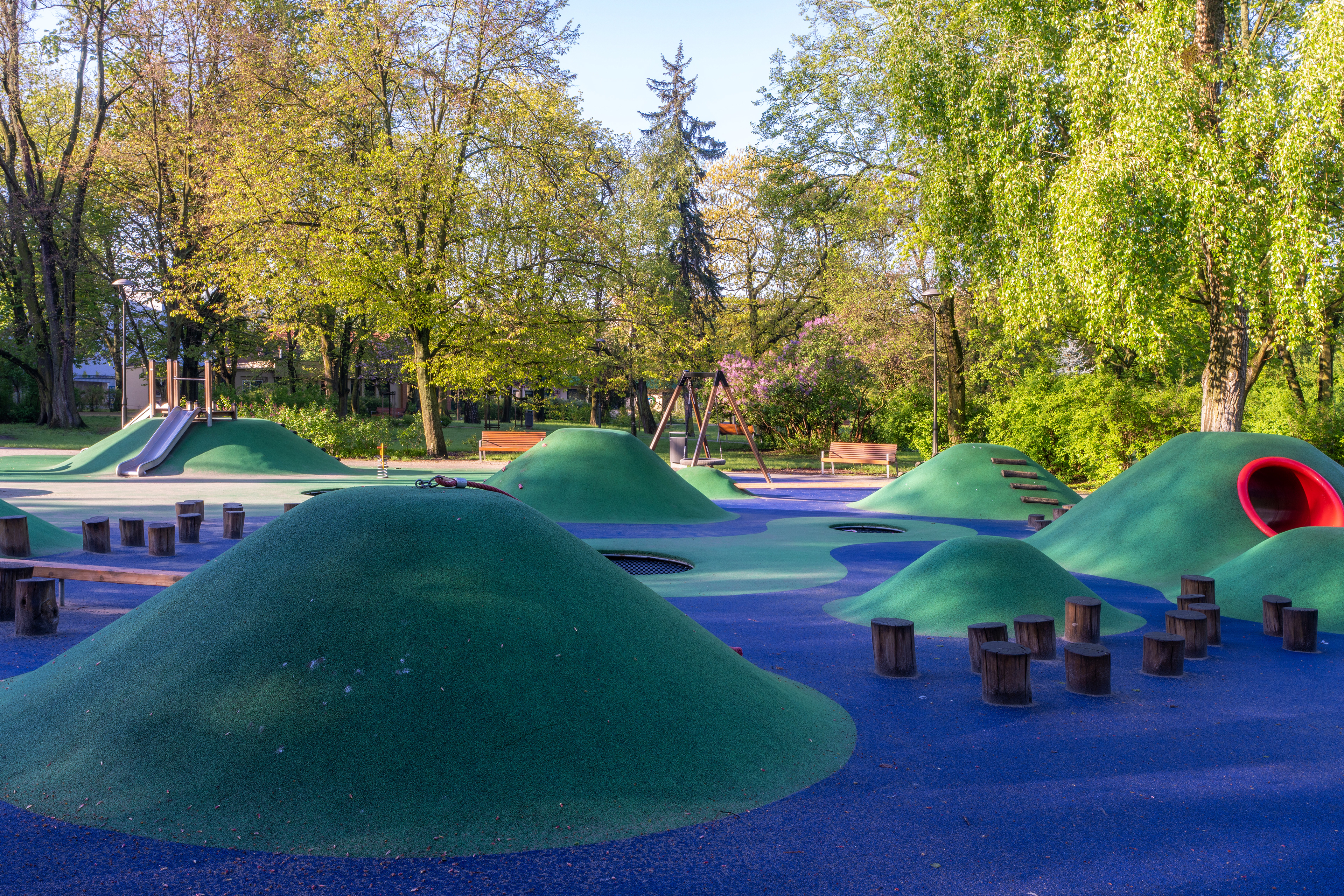
Plac zabaw
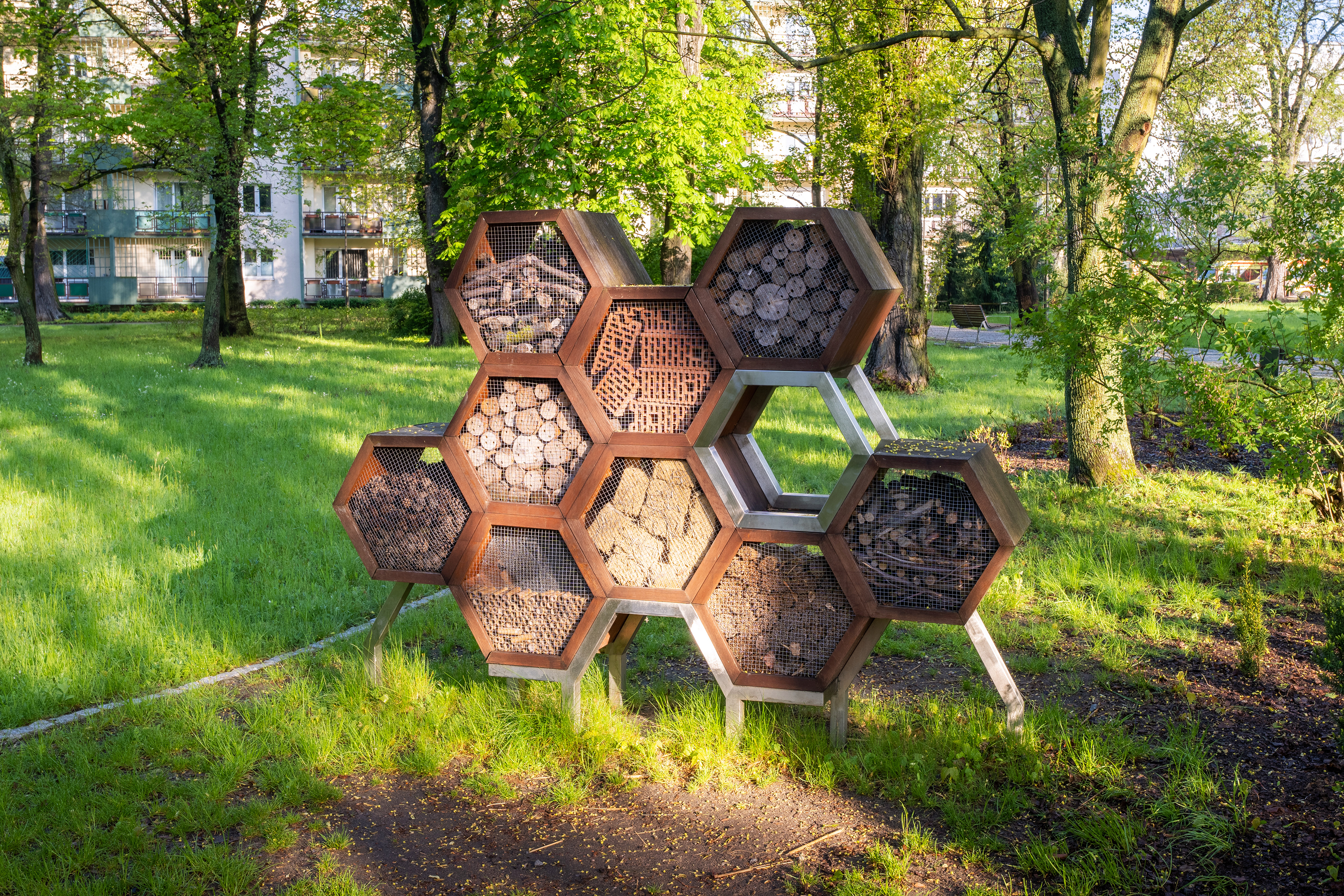
Hotel dla owadów
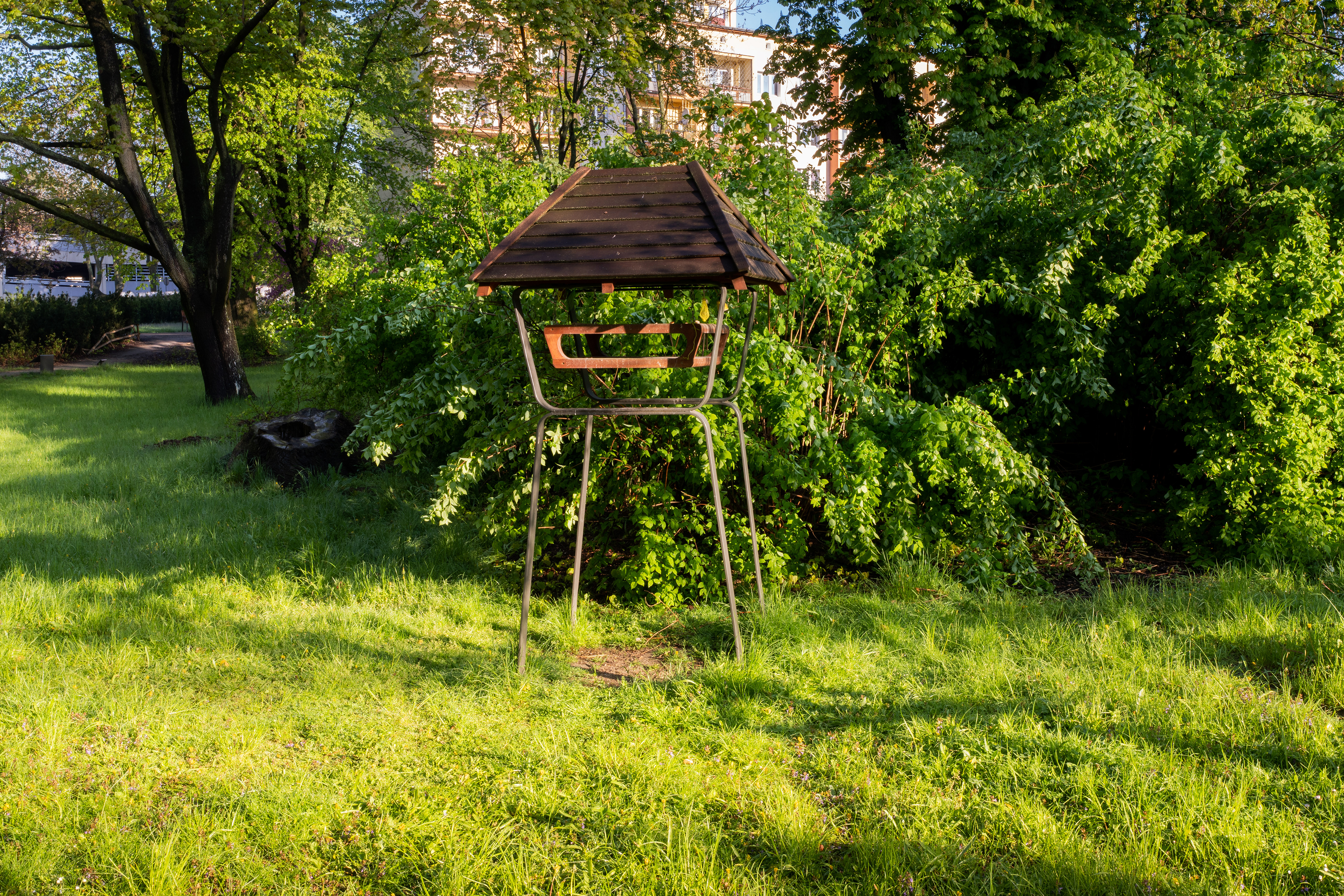
Karmnik